# Edita Vilkevičiūtė
 (juin 2012).
Si vous disposez d'ouvrages ou d'articles de référence ou si vous connaissez des sites web de qualité traitant du thème abordé ici, merci de compléter l'article en donnant les références utiles à sa vérifiabilité et en les liant à la section « Notes et références ».
Edita Vilkevičiūtė est un mannequin lituanien, née le 1er janvier 1989 à Kaunas.

## Biographie
Edita Vilkevičiūtė est un mannequin lituanien née le jour du Nouvel An de 1989, à Kaunas.
Selon une interview qu'elle a donné au journal The Telegraph en 2015, elle a été découverte lors d'un casting organisé par Xavier Bonhomme, scout de l'agence D-Max management, alors qu'elle était en vacances sur la côte lituanienne avec ses parents[réf. souhaitée].
Sa première expérience à l'étranger se passe à Barcelone ou elle est placée à l'agence "Lagencia" maintenant disparue. Elle rejoindra assez rapidement l'agence Women Management à Milan, mais ne percera pas avec eux.
Sa carrière décollera en 2007 en défilant pour la marque Just Cavalli durant la saison Printemps/Été 2007. Plus tard, elle défile pour Paul Smith, Preen, et Marios Schwab à Londres. Elle participe également aux fashion weeks de Milan et New York durant la saison Printemps/Été 2008 où elle défile pour les maisons Balenciaga, Chanel, Dries van Noten, Miu Miu et Louis Vuitton.
Elle deviendra une des muses de Karl Largerfeld qui la fera de nombreuses fois défiler pour Chanel et la ligne K, il l'emploiera aussi dans des courts métrages de sa réalisation.
Pendant les collections Automne/Hiver 2008-2009, Edita ouvre et clôt les défilés Burberry Prorsum[réf. souhaitée], période pendant laquelle elle défile aussi pour Victoria's Secret.
En 2009, Edita Vilkevičiūtė est photographiée par Terry Richardson pour les cosmétiques Yves Saint Laurent et devient l'égérie de Blumarine (en).
Durant la saison Printemps/Été 2009, elle fait une exceptionnelle saison de défilés pour plus de 35 marques telles que Chanel, Stella McCartney, Givenchy, Zac Posen, ou encore Dolce&Gabbana.
Depuis cette période, elle figure dans les pages et couvertures de nombreux magazines de mode dont Vogue, dont elle fait plus de 10 couvertures y compris 2 fois celle du Vogue France, le magazine Numero l'utilisera aussi pour plus de 10 couvertures, Allure, i-D Elle magazine etc.
En 2009, elle pose également nue dans un photoshoot pour le magazine Interview avec Zac Efron,.
En 2011, elle participe au show Versace pour H&M. Elle a toujours pour l'instant un contrat mondial avec H&M et a réalisé saisons après saisons la plupart de leurs campagnes.
Elle est aussi depuis 2010 employée pour de nombreuses campagnes mondiales en parfumerie pour Dior et Eternity by Calvin Klein par exemple.
Depuis cette période, elle est listée par Models.com dans leur liste des 10 mannequins les plus sexy et models.com la classe aussi dans les mannequins les mieux payées depuis 2010.
En effet, ces deux dernières années, elle a de nouveau signé de juteux contrats, entre autres un contrat à long terme avec Calvin Klein, la campagne des parfums Bulgari, les campagnes Massimo Dutti, le nouveau parfum Hermès, le parfum BobBon de Victor et Rolf, etc.
Son côté sexy la fera aussi travailler dans des publications plus masculines, notamment le magazine français LUI dont elle fera deux fois la couverture dont une dernière en décembre 2015.

## Campagnes publicitaires et couvertures

### Ses campagnes publicitaires
Alexander Wang, Blumarine, Calvin Klein, Christian Dior, Dolce & Gabbana, Emporio Armani, Etro, Gap, Armani, H&M, Les Copains, Massimo Dutti, Pepe Jeans, Pronovias, Rag & Bone, Versace fragrance, Yves Saint Laurent...

### Ses couvertures de magazines
- Vogue (Australie, Chine, France, Allemagne, Grèce, Espagne, Russie, Turquie)
- W (usa)
- Numéro (Chine, France, Japon, Corée du Sud)
- Allure (Corée)
- Lui (France)